# Monolepta albidipennis
Monolepta albidipennis es una especie de insecto coleóptero de la familia Chrysomelidae.
Fue descrita científicamente en 1913 por Weise.